# Te necesito (canción de Kabah)
Te necesito es una canción cantada por la agrupación mexicana Kabah, incluida en su cuarto álbum de estudio titulado XNE (2000). Esta canción fue lanzada como el tercer y último sencillo oficial del disco por su discográfica Sony Music en el año 2001.

## Otros datos
En 2023 esta canción formó parte la gira musical 90's Pop Tour junto con otros de sus más grandes éxitos musicales de la banda, compartiendo escenario con otras bandas más como OV7, Magneto, JNS y otros artistas más.

## Lista de canciones

### CD - Promo[8]
| Te necesito — Single |               |          |  |
| N.º                  | Título        | Duración |  |
| 1.                   | «Te necesito» | 3:51     |  |

## Video musical
Fue grabado y filmado en el año 2000 y se muestra al grupo en otras mas en escenarios mas estrechos donde realizan coreografias de baile.